# Milisegundo
Un milisegundo es el período que corresponde a la milésima fracción de un segundo  (10−3 o 1/1000) = (0,001s).
Su simbología es ms,  al igual que otras milésimas partes de distintas magnitudes, como pudieran ser la masa o la longitud, resultando:
1 ms = 0,001 segundo
1000 ms = 1 segundo

## Equivalencias de otras unidades de tiempo en milisegundos
- Un centisegundo equivale a 10 milisegundos
- Un decisegundo equivale a 100 milisegundos
- Un segundo equivale a 1000 milisegundos
- Un minuto equivale a 60 000 milisegundos
- Una hora equivale a 3 600 000 milisegundos
- Un día equivale a 86 400 000 milisegundos
- Una semana equivale a 604 800 000 milisegundos
- Un mes equivale a 2 628 000 000 milisegundos
- Un año equivale a 31 536 000 000 milisegundos
- Un lustro equivale a 157 680 000 000 milisegundos
- Una década equivale a 315 360 000 000 milisegundos
- Un siglo equivale a 3 153 600 000 000 milisegundos
- Un milenio equivale a 31 536 000 000 000 milisegundos